# 埃纳罗塔利
埃纳罗塔利是印度尼西亚巴布亚省的一个城镇，也是所属的帕尼艾县行政中心。埃纳罗塔利被认为是荷兰人在新几内亚内陆唯一的一座殖民城市。埃纳罗塔利机场位于城北。跨巴布亚公路经过埃纳罗塔利。

## 地理
埃纳罗塔利海拔1750米，地处帕尼艾湖边的山间平地，四周被山脉围绕。现在，城市的发展开始向东面12km处的Mahdi转移，那里更适合办公、工业生产和居住，土壤也比埃纳罗塔利的肥沃，也更适合耕种。2010年统计，埃纳罗塔利所在的科波区（印尼语：Distrik Kebo）共19,017人。

## 资料来源
1. ↑  Biro Pusat Statistik, Jakarta, 2011.